# Sansepolcrismo

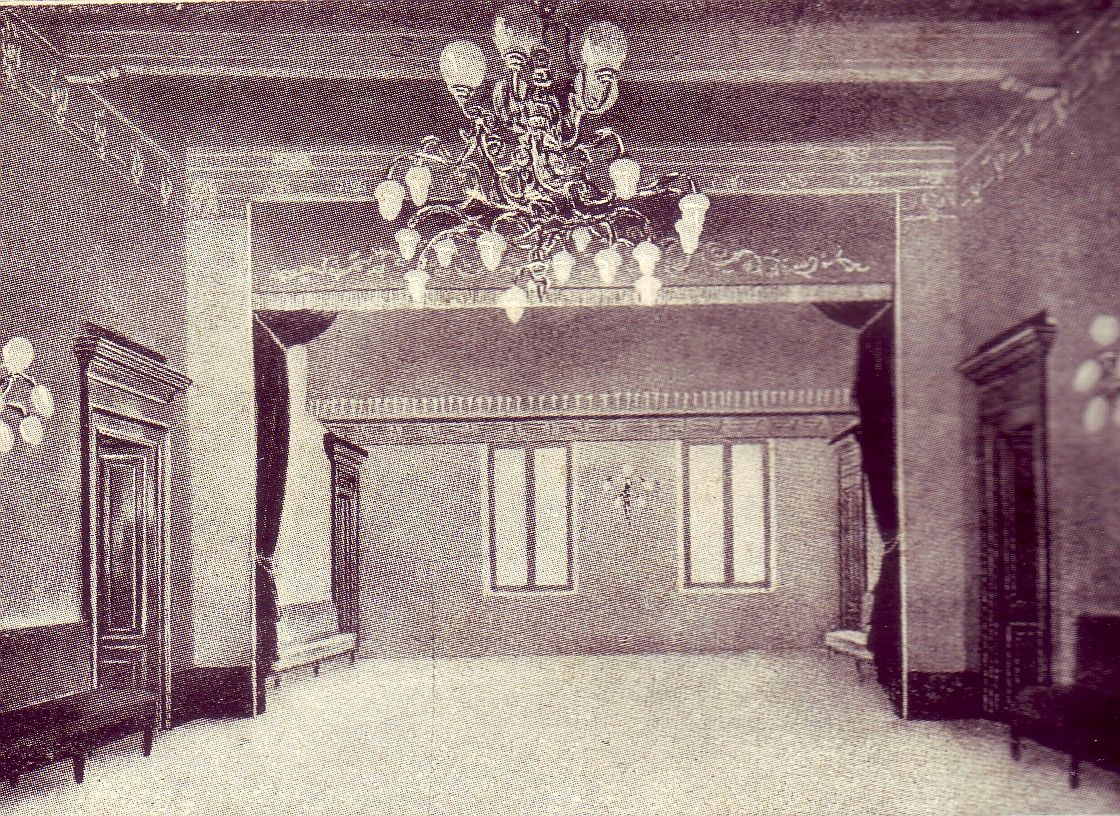
Salle de réunion du Circolo dell'Alleanza Industriale.

Le sansepolcrismo est la période historique des origines du fascisme en Italie, inspirée par les principes énoncés par Benito Mussolini au moment de la fondation des Faisceaux italiens de combat le 23 mars 1919 pendant le rassemblement de la Piazza San Sepolcro (it) à Milan et publiés le 6 juin 1919 dans Il Popolo d'Italia.

## Histoire

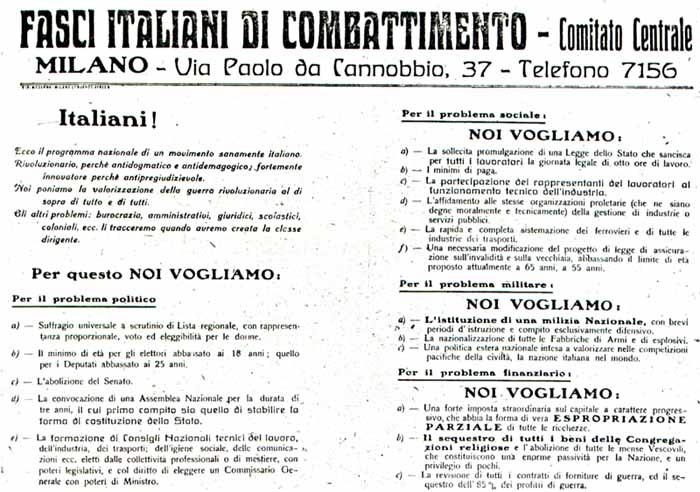
Manifeste des Fasci italiani di combattimento, publié dans Il Popolo d'Italia le 6 juin 1919.

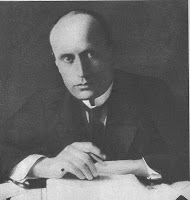
Benito Mussolini en 1919.

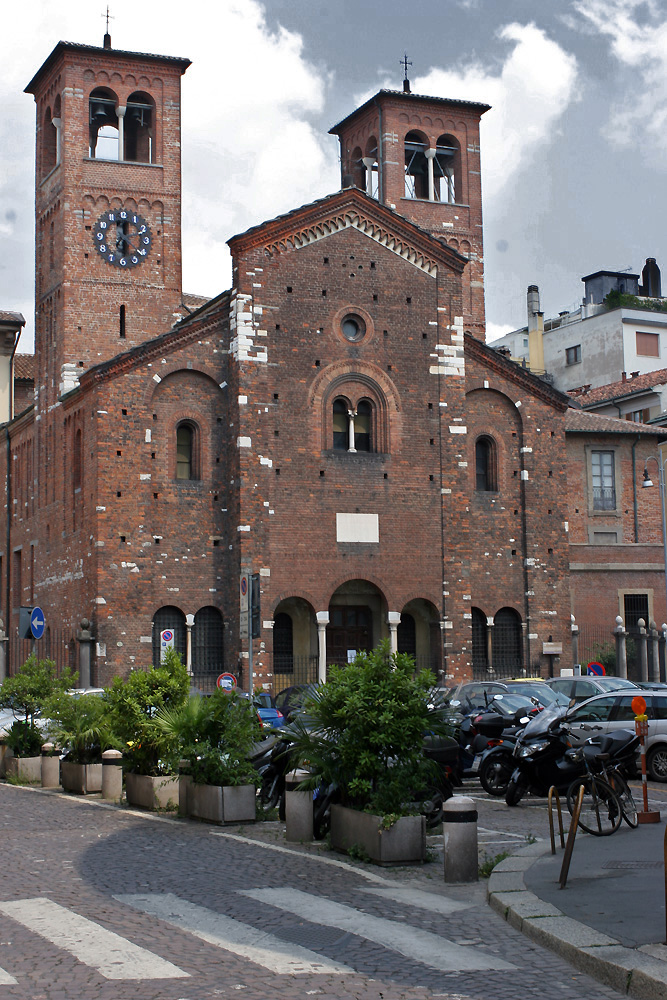
La place San Sepolcro de nos jours.

### Le «faisceau originel»
Le 2 mars 1919, un communiqué paraît dans Il Popolo d'Italia dans lequel une réunion est convoquée pour le 23 mars. Les premières adhésions arrivent le 4 mars depuis l'organisation Fascio dei Reduci di guerra « Italia Redenta » et le cercle Pensiero e Azione, puis depuis diverses associations de combattants dispersées dans toute l'Italie et environ 500 membres individuels. Le communiqué est renouvelé le 9 mars « Le 23 mars sera créé l'« antiparti », c'est-à-dire les fasci di Combattimento qui feront face à deux dangers : le misonéiste de droite et le destructif de gauche ».
Le fascio di Combattimento di Milano, nommé « faisceau originel » (fascio primigenio) est fondé officiellement le soir du 21 mars 1919, dans les locaux de l'Associazione Commercianti ed Esercenti, sur la Piazza San Sepolcro. Au terme de la première réunion, le Conseil milanais des Faisceaux de combat est formé. Il est composé de : Benito Mussolini, Ferruccio Vecchi, Enzo Ferrari, Michele Bianchi, Mario Giampaoli, Ferruccio Ferradini et Carlo Meraviglia. Il est également établi que la réunion du 23 serait présidée par le capitaine des arditi Ferruccio Vecchi et que Michele Bianchi est nommé secrétaire du comité exécutif.

### Faisceaux italiens de combat
Les jours précédents, circulent des rumeurs qui attribuent aux Gardes Rouges l'intention d'empêcher la réunion. La veille, une partie des sympathisants, presque tous des anciens combattants, commence à arriver à Milan. Le matin du 23 mars, Giampaoli et Meraviglia, arrivés tôt pour évaluer la situation, trouvent Piazza San Sepolcro calme.
La réunion du 23 mars, initialement prévue au Teatro Dal Verme, en raison de la participation plus faible que prévu, se tient dans la salle de réunion d'Alleanza Industriale, sur la piazza San Sepolcro de Milan, mise à disposition par son président, l'intervenant et franc-maçon Cesare Goldmann, qui avait déjà financé Il Popolo d'Italia et participé à la conférence. Le premier à prendre la parole est Ferruccio Vecchi qui, en tant que président de la réunion, a ouvert la réunion, suivi du lieutenant Enzo Agnelli qui a salué le Fascio di Milano fondé deux jours auparavant.
La première intervention programmée est celle de Benito Mussolini qui expose les grandes lignes de la fondation du nouveau mouvement, le résumé est publié le jour suivant dans  Il Popolo d'Italia.
Après Mussolini, Filippo Tommaso Marinetti intervient et invite les participants à s'opposer au Parti socialiste italien, et qu'il accuse de lancer une attaque contre la Nation en exploitant « la nécessité d'une plus grande justice sociale » des masses populaires. S'ensuit une brève intervention de Mario Carli, qui voit l'adhésion de quelques groupes futuristes comme ceux de Rome, Florence, Pérouse et Tarente. Les directives de Mussolini, soumises au vote, sont approuvées à l'unanimité par l'assemblée.
L'assemblée est suspendue pour reprendre les travaux dans l'après-midi. Celso Morisi présente un « ordre du jour », approuvé par acclamation, en faveur des travailleurs de l'entreprise Dalmine et de Pavie qui, bien qu'ils soient entrés en grève et qu'ils aient occupé les usines, ont continué à travailler. Viennent ensuite les interventions de Malusardi et de Giovanni Capodivacca qui demandent de « donner un contenu juste à l'action fasciste » et en particulier de « prendre en charge les problèmes urgents d'assistance aux victimes de la guerre ». L'intervention de Capodivacca provoque d'autres éclaircissements de la part de Mussolini qui a repris la parole, jetant les bases du corporatisme et anticipant la constitution de la Chambre des Faisceaux et des Corporations.
Parmi les autres intervenants, Michele Bianchi prononce le seul discours partiellement critique de la journée, soulignant que « tout ce que la société d'aujourd'hui contient d'obstacles au maintien social devra être éliminé. Seulement, avant même l'élimination, il faudra créer l'organisme, le système, l'équipement à mettre en place pour remplacer ce dont nous voulons nous débarrasser ».

## Idéologie
Dans ses buts déclarés, Mussolini crée la « Troisième position » entre les deux pôles opposés au-dessus des opinions divergentes des principaux partis politiques de gauche et de droite et des théories modernistes grandissantes sur « l'homme nouveau ».
L'historien Emilio Gentile utilise la même expression, « mouvement fasciste », terme déjà utilisé par Il Popolo d'Italia en 1915, qui définit un « nouveau type d'association, l'anti-partisme, formé par des esprits libres d'une politique militante rejetant la doctrine et contraintes organisationnelles d'un parti ». Le mouvement de Mussolini prône une révolution nationaliste pour instituer un gouvernement qui apporterait à la nation une nouvelle classe dirigeante, constituée principalement par les « combattants » de la Première Guerre mondiale déçus par la Vittoria mutilata (« Victoire mutilée », une phrase attribuée à Gabriele D'Annunzio), qui est présent dans une certaine mesure dans tous les partis. Ce sont des revendications radicales comme le républicanisme, des idées anti-parlementaires et des groupes anticléricaux, ces influences viennent du fait que les premiers fascistes furent d'anciens membres de la gauche radicale voir du marxisme orthodoxe. L'objectif immédiat du mouvement est de défendre des revendications irrédentistes italiennes concernant Fiume et la Dalmatie et la lutte contre les communistes italiens, qui ont été à la tête des grèves et des conflits de travail, souvent violents au cours des années 1919-1920, une période connue sous le nom de Biennio Rosso qui a touché une grande partie de l’Europe. La recrudescence du phénomène des escadrons paramilitaires nationalistes, le squadrisme, permet de contrer cette activité.
Le public du mouvement a d'abord été recherché par les membres de la gauche politique, qui, loin de vouloir renverser l'État, ont présenté leurs propres revendications et ont voulu « socialiser de l'intérieur ». Les Fasci Italiani di Combattimento serviraient à unir certains de ces mondes : les interventionnistes de gauche, les futuristes, les anciens arditi ainsi que d'autres militaires, les républicains italiens et les syndicalistes révolutionnaires convertis au nationalisme. En fait, la majorité du corps des arditi a soutenu le mouvement depuis le début ; pour présider la réunion, il y avait le capitaine arditi, Ferruccio Vecchi, et de nombreux autres meneurs fascistes tels que Giuseppe Bottai et Mario Carli.

## Le programme de Piazza San Sepolcro
Le « Programme des faisceaux italiens de combat », à la rédaction duquel a participé Alceste De Ambris, présente un mélange de réformes politiques et sociales de type progressiste et de revendications nationalistes.
Les propositions progressistes n'ont été que très peu réalisées pendant la période du régime fasciste, à la suite du compromis réalisé avec les élites italiennes. Certaines seront reprises, essentiellement dans un but de propagande, par le Parti fasciste républicain de la République sociale italienne, notamment au travers du Manifeste des Faisceaux italiens de combat.

## Conséquences

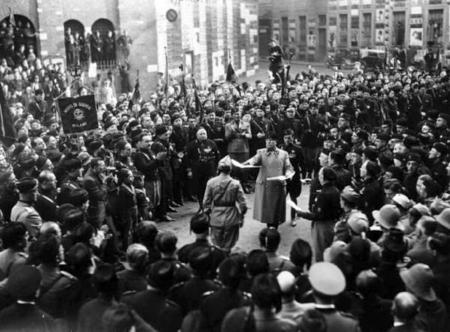
Commémoration de la réunion de 1919, probablement après 1936.

Le rassemblement comprenait outre Benito Mussolini entre cent et trois cents personnes, dont Italo Balbo, Emilio De Bono, Michele Bianchi et Cesare Maria De Vecchi, futurs protagonistes de la Marche sur Rome.
Manlio Morgagni, futur président et directeur général de l'Agence Stefani et des personnalités d'horizons et d'expériences culturelles et politiques différents dont les noyaux les plus compacts ont été formés par des vétérans de la Grande Guerre, arditi et futuristes, auxquels se sont ajoutés les nationalistes, syndicalistes révolutionnaires, anarchistes et républicains. Selon un rapport de police, pas plus de trois cents personnes ont répondu à l'appel de Mussolini intervenu en personne à la réunion. Mais plus tard, lorsque Mussolini est devenu chef de l'État, des milliers de personnes ont revendiqué l'honneur d'avoir participé à cette réunion fondatrice du fascisme et obtenu, d'une certaine manière, une reconnaissance officielle.
Selon Mussolini, la réunion n'a pas connu le succès escompté, d'autre part, dans les mois suivants, les Fasci, à l'exception de Milan, bien qu'ils aient ouvert des sections dans différentes villes, n'ont pas obtenu une adhésion massive et aux élections politiques italiennes de 1919, ils ont subi une sévère défaite.